# Ґуннар Берґ
Ґуннар Берґ (21 травня 1863 — 23 грудня 1893) — норвезький живописець, відомий своїми картинами рідних Лофотенських островів. В основному він писав пам’ятні сцени з повсякденного життя місцевих рибалок.  

## Біографія
Ґуннар Берґ народився Svinøya в Свольвері на Лофотенських островах, Нурланд, Норвегія. Він був найстаршим із 12 братів і сестер, народжених поміщиком і купцем, Ларсом Тодалом Валнумом Берґом (1830—1903) та Ловіз Джонсеном (1842—1921). З 1875 по 1881 рік він відвідував катедральну школу в Тронгеймі, а також брав приватні уроки малювання та живопису художника Х. Й. Йоханнессена. Пізніше він відвідував торговельну школу в Берґені. Вперше був працевлаштований як купець. Пізніше вчився на художника. 
Ґуннар Берґ вперше навчався в художній академії у Дюссельдорфі, Німеччина. З 1883 року до своєї смерті Ґуннар Берґ навчався і працював у Дюссельдорфі та Берліні, пов'язаними з Дюссельдорфською школою живопису. Під час сезону риболовлі Лофотен Берґ був вдома в Сволвері. Берґ малював сцени з рідного міста, включаючи пейзажі та морські пейзажі. Рибалки, гори і море, як влітку, так і взимку, складали основні теми його творчості. 
Його найвідоміша картина, Trollfjordslaget, зображує Битву при Троллфьорді, написана в 1890 році. Битва під Тролльфьордом (Slaget i Trollfjorden ) велася між власниками великих пароплавів та деяким рибалками за контроль місцевої риболовлі. Ця картина знаходиться в галереї Ґуннара Берґа в Сволвері. 
Trollfjordslaget — остання велика робота Ґуннара. У 1891  було виявлено у нього рак на одній нозі, яку довелося ампутувати. Здоров'я його слабшало, і восени 1893 року у нього виникла пневмонія. Ґуннар Берґ помер у Берліні в 1893 році. Його могила знаходиться на острові Ґуннархольмен у місті Сволваер. 

## Галерея

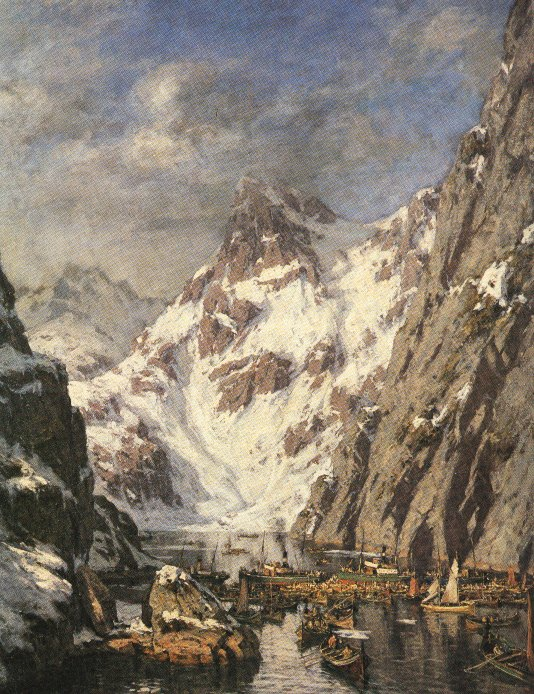
Вид на Тролльфьорд (1890)
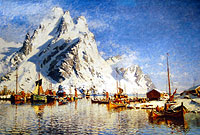
Svolvær
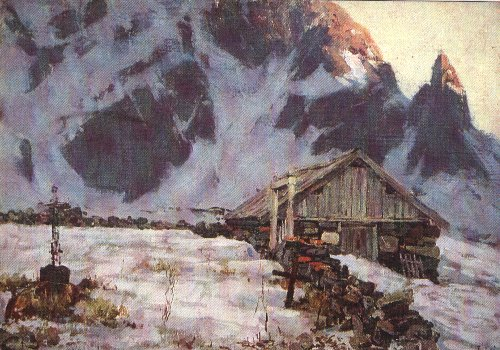
Кладовище Рейне
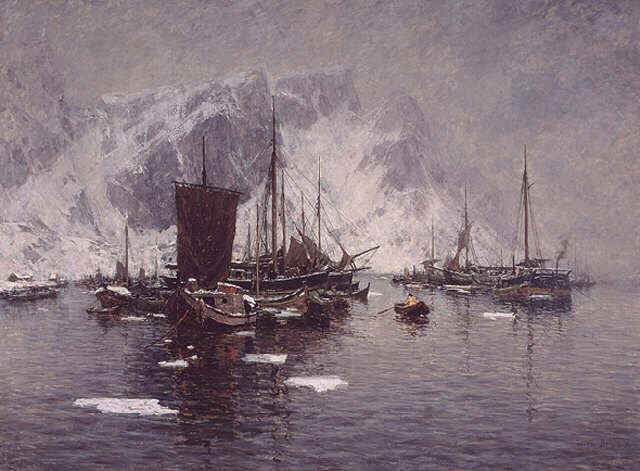
Рибальські човни в Рейне
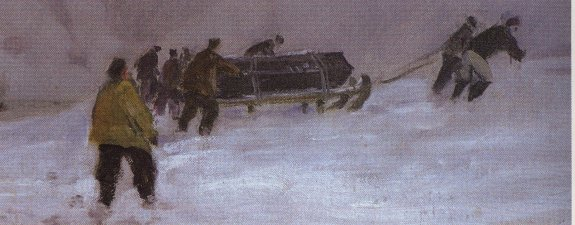
Похорон в Лофотені
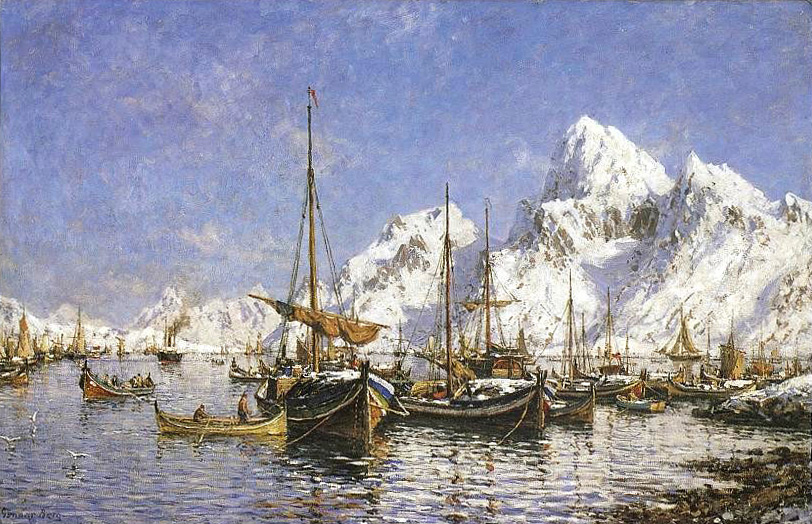
Гавань Svolvær
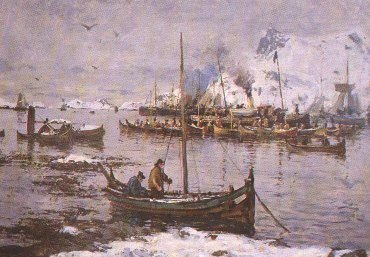
З Svolvær в Лофотен